# Ottavio Lurati

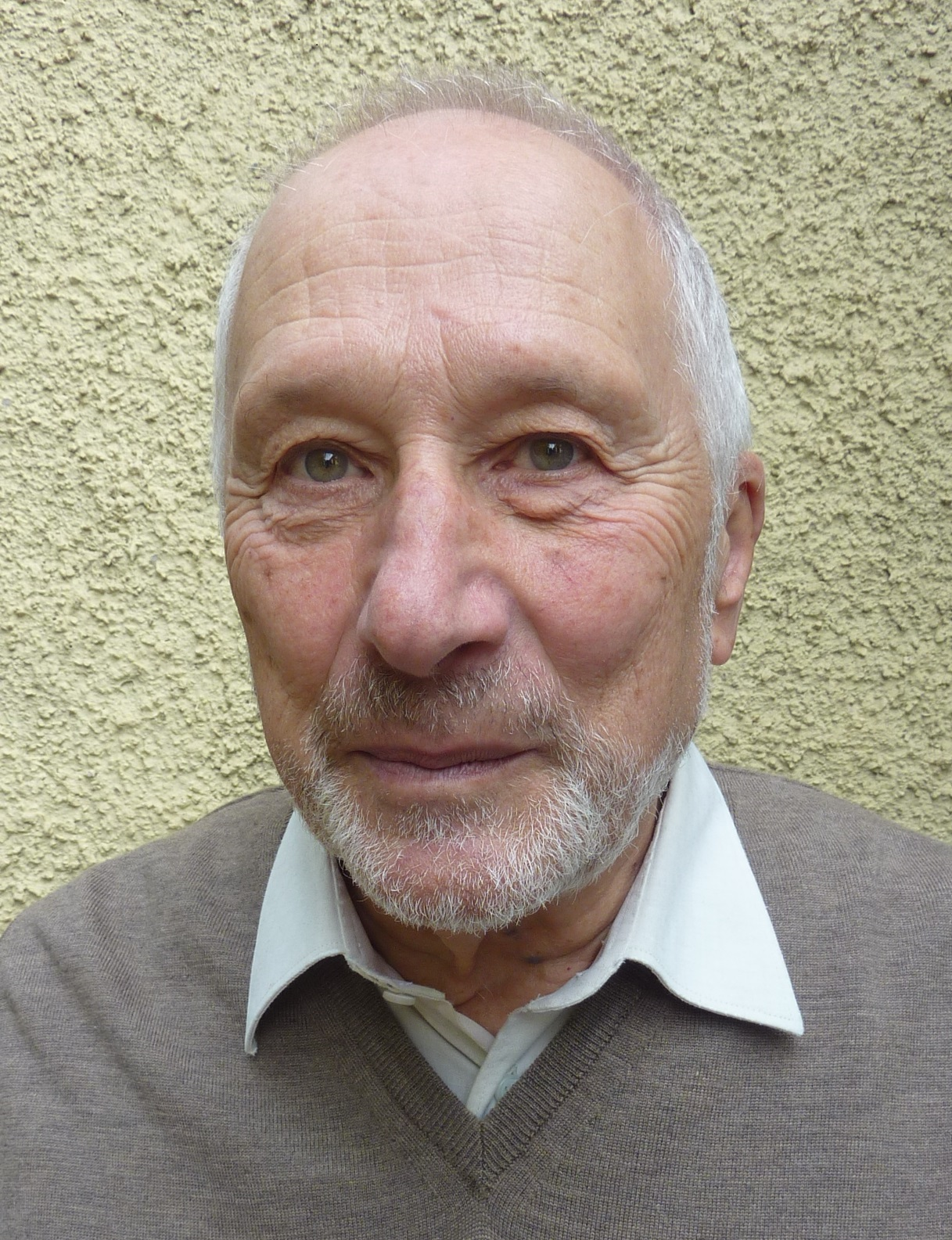
Ottavio Lurati (2017)

Ottavio Lurati (* 5. Mai 1938 in Chiasso; † 14. September 2023 in Montagnola; heimatberechtigt in Croglio) war ein Schweizer Sprachwissenschaftler (Italianistik, Dialektologie).

## Leben
Lurati wuchs zusammen mit seinen älteren Geschwistern Giacomo (* 1926), Pinuccia (* 1932) und Mariangela (* 1934) als Sohn des Giovanni Lurati (1893–1987) und der Giannina geborene Fantoni (1900–1985) in Chiasso auf. Dort besuchte er die Primarschule, danach in Lugano Mittelschule und Gymnasium. Er studierte Sprachwissenschaften in Basel, Florenz, Salamanca und Montpellier bei bekannten Romanisten wie Walther von Wartburg, Toni Reinhard, Germán Colón, Carl Theodor Gossen und italienischen Linguisten wie Bruno Migliorini und Giacomo Devoto. 1963 wurde er an der Universität Basel mit der Dissertation Terminologia e usi pastorizi di val Bedretto promoviert. Danach arbeitete er während fünf Jahren am Liceo cantonale Lugano als Lehrer für Italienisch und Dantes Schriften.
Er war Mitglied verschiedener eidgenössischer Kommissionen wie der Kommission für die Vorbereitung des neuen Art. 116 der Schweizer Bundesverfassung (1996, Sprachenartikel, heute Art. 70) sowie der Stiftungen Schweizerischer Nationalfonds und Pro Helvetia. Er war von 1970 bis 2010 Redaktor der Quaderni internazionali di semantica (Bologna) und seit 1970 Redaktor der Rivista italiana di onomastica (RIOn, Rom) und deren internationaler wissenschaftlicher Kommission. 1986 bis 1989 war er Präsident des Collegium Romanicum, der Vereinigung der Schweizer Romanisten. Er war Mitglied verschiedener nationaler und internationaler Jurys, darunter der Quadernos gallegos de Fraseologia, und wissenschaftlicher Berater des Lessico Etimologico Italiano, das an der Universität des Saarlandes erarbeitet von der Akademie der Wissenschaften und der Literatur in Mainz herausgegeben wird und zurzeit (2021) 18 Bände umfasst.
2016 wurde er zu einem der fünf ausländischen akademischen Korrespondenten der Accademia della Crusca ernannt. Er war Mitglied weiterer wissenschaftlicher Kommissionen.

## Laufbahn
1968 bis 1974 war Lurati Assistent für romanische Philologie (Geschichte der französischen Sprache, Altfranzösisch, Altitalienisch, Dante-Vorlesungen) bei Theodor Gossen am Romanischen Seminar Basel. Er besorgte ausserdem die Redaktion der Zeitschrift Vox Romanica in Basel. 1982 reichte er bei der Universität Basel seine Habilitationsschrift Locuzioni e fatti sociali. Riverberi di fatti della storia del diritto sulla lingua ein (2002 unter dem Titel Per modo di dire… Storia della lingua e antropologia nelle locuzioni italiane ed europee als Buch erschienen). 1985 wurde er Privatdozent, 1988 ausserordentlicher Professor und 1991 Ordinarius für italienische Sprachwissenschaft an der Universität Basel. 2003 wurde er emeritiert.
Lurati blickte auf eine intensive und fruchtbare wissenschaftliche Tätigkeit zurück, von der synchronen und diachronischen Lexikologie und der Etymologie bis zur Onomasiologie, zur Onomastik und Toponomastik, zur Phraseologie und zum Studium der Neologismen. In der Verbindung schriftlicher Dokumentation mit der Forschung auf dem Feld der Schweizer Volkskunde habe er sich «als einfühlsamer und moderner Interpret der Erforschung der illustren Schweizer Tradition» erwiesen.
Er gab Gastvorlesungen an den Universitäten von Neapel, Pisa, Paris und Rom. Mit seiner Forschung habe er «dazu beigetragen, die besondere Situation eines dynamischen Gebiets zwischen der Lombardei und dem Tessin zu beleuchten», und habe «damit der Sprachforschung und der Forschung der italienischen Sprachgeschichte auf europäischer Ebene eine weitere Bedeutung verliehen».

## Publikationen (Auswahl)
Luratis Werk umfasst über 50 Bücher und rund 200 akademische Artikel. Der Schweizer Bibliotheksverbund Swisscovery listet 51 Bücher und 26 Artikel auf.
- La pulce nell’orecchio. Curiosiamo insieme tra i modi di dire. Fondazione Ticino Nostro (Hrsg.). Fontana Edizioni, Pregassona-Lugano 2021, ISBN 978-88-8191-620-7.[9]
- Tra la gente. Parole «giovani», fascino di luoghi e famiglie, echi biblici nel nostro parlar corrente. Salvioni Edizioni, Bellinzona 2018, ISBN 978-88-7967-411-9.
- Europa e arte della pietra. Antélami e magistri comàcini. In: Emili Casanova (Hrsg.): Onomàstica romànica: antroponímia dels expòsits i etimologia toponímica, especialment de València. Denes, Paiporta (València) 2017, ISBN 978-84-16-47323-6, S. 567–576.
- Nomi di luoghi e di famiglie. E i loro perché?… Lombardia – Svizzera italiana – Piemonte. Macchione, Varese 2011, 274 S.
- Lessico e storia della gente. In: Luigi Luca Cavalli Sforza (Hrsg.): La Cultura Italiana. Bd. II: Lingue e linguaggi a cura di Gian Luigi Beccaria. UTET, Turin 2009, S. 409–511.
- Tra Agno, Bioggio, Manno, Bironico: l’intrecciarsi di nomi legati al Vedeggio. In: Nuovo Almanacco Malcantonese-Valle del Vedeggio-Collina d’Oro. Agno 2008, S. 19–21.
- Ghirlanda (Dante, Inf.XIV,10) e le ghirlande di Leonardo. In: Paolo d’Achille, Enzo Caffarelli (Hrsg.): Lessicografia e onomastica. In: Quaderni internazionali di RIOn (Rivista Italiana di Onomastica). Rom 2008, S. 51–61.
- In Lombardia e in Ticino. Storia dei nomi di luogo. Cesati, Florenz 2004.
- Dizionario dei modi di dire. Garzanti Grandi Opere, Milano, heute UTET, Turin 2001, 1057 S.
- L’invenzione gergale come metaforizzazione continua. Un percorso attraverso la parlèsia napoletana. In: Contributi sull’Italia Mediana. 2001, S. 14–28.
- Perché ci chiamiamo così? Cognomi tra Lombardia, Piemonte e Svizzera italiana. Macchione, Varese 2000, 530 S.
- Schwierig ist es, Schweizer italienischer Kultur zu sein (Übers. Dieter W. Portmann). In: Paul Hugger, Forum Helveticum (Hrsg.): Handbuch der Schweizerischen Volkskultur. Bd. 2. Offizin, Zürich 1992, ISBN 3-907495-36-5, S. 801–890.
- Modi di dire. Nuovi percorsi interpretativi. Lugano 1998, 275 S. (dritte Auflage: Macchione, Varese 2005).
- Tremila parole nuove. La neologia negli anni Ottanta e Novanta. Zanichelli, Bologna 1990, 213 S.
- Italienische Schweiz, wohin? In: Schweizer Monatshefte. Nr. 1, Januar 1989, S. 35–52 (eingeschränkte Vorschau im Internet Archive).

## Auszeichnungen
- 2003: Premio Galileo Galilei für Sprachgeschichte der italienischen Rotary Clubs[2] (einziger lebender Schweizer als Träger dieses Preises)

## Mitgliedschaften
- Fondazione per la Cultura Italiana del Cantone Ticino, Lugano
- Fondazione Pro-Restauro Sagno, Sagno
- Nikolaus und Bertha Burckhardt-Bürgin-Stiftung, Basel

## Privates
Lurati war mit der Primarlehrerin Maria Luisa Tarchini (* 1935) verheiratet und hatte mit ihr zwei Töchter, Chiara (* 1971) und Giovanna (* 1976). Er wohnte in Montagnola.
2010 forderte er den Direktor des Filmfestivals Locarno, Marco Solari, und dessen künstlerischen Leiter Olivier Père zum Rücktritt auf, weil am Festival drei Filme mit pornographischem Inhalt gezeigt worden waren. Auch 2015 kritisierte er das Festival, weil der Dokumentarfilm Noun von Aida Schläpfer über verfolgte Christen in Irak abgelehnt wurde.